# Berre (Aude)
Pour les articles homonymes, voir Berre.
La Berre est un cours d'eau du département de l'Aude, dans l'ancienne région Languedoc-Roussillon, incluse dans la nouvelle région Occitanie alias Occitanie ; c'est un fleuve côtier qui se jette dans la Méditerranée.

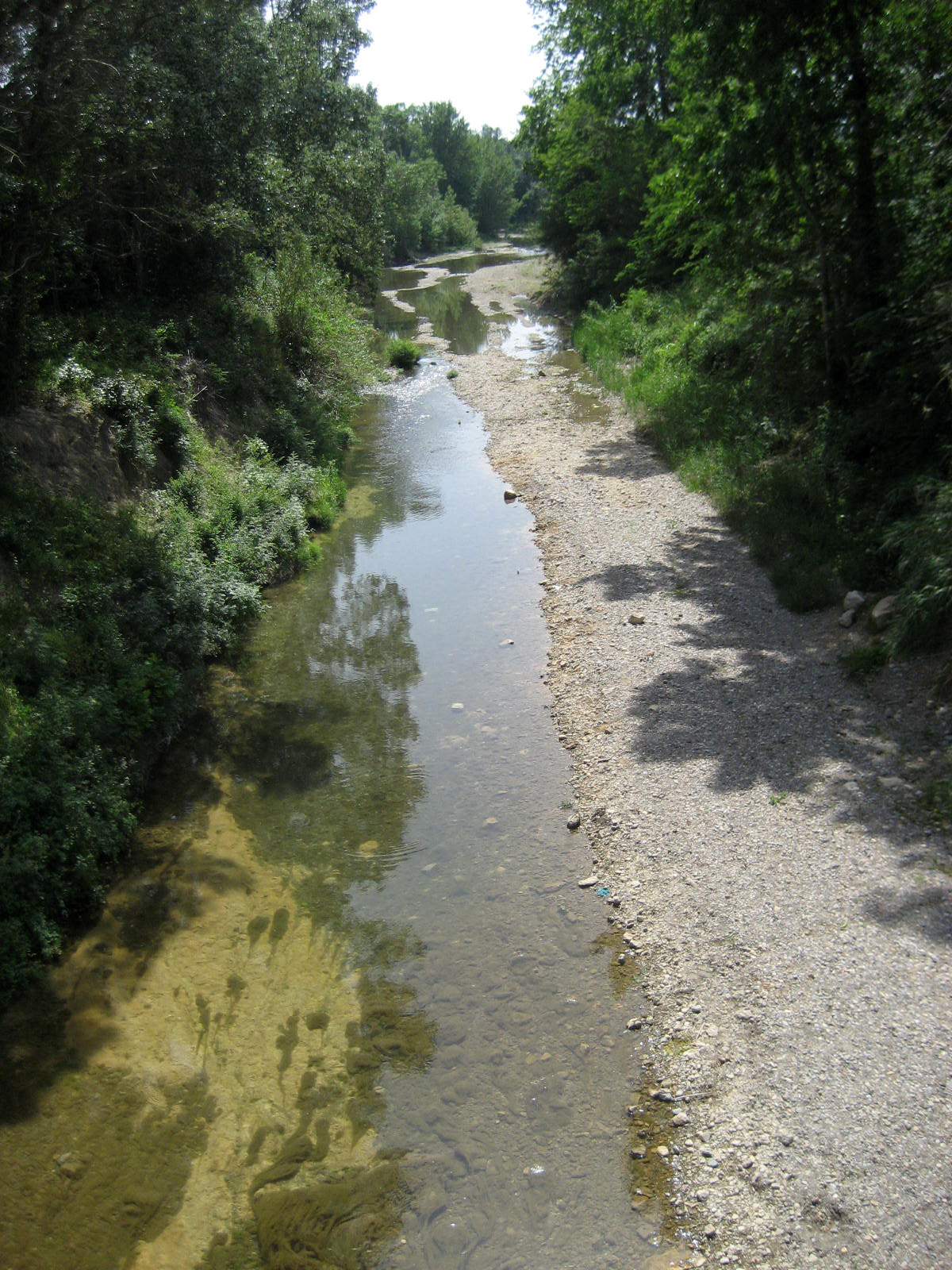

## Géographie
La Berre prend source à l'est du massif des Corbières au nord du col de Mairolles (434 m), sur la commune de Quintillan, à 430 m d'altitude.
Elle passe dans les Corbières en s'écoulant dans le sens sud-ouest nord-est. Elle longe le village de Quintillan puis traverse les villages de Cascastel-des-Corbières, Villeneuve-les-Corbières, Durban-Corbières et enfin Portel-des-Corbières avant de se jeter dans l'étang de Bages-Sigean, sur la commune de Port-la-Nouvelle.
La longueur de son cours d'eau est de 52,7 km.

### Communes et cantons traversés
Dans le seul département de l'Aude, la Berre traverse les dix communes suivantes, de l'amont vers l'aval, de Quintillan (source), Cascastel-des-Corbières, Albas, Villeneuve-les-Corbières, Durban-Corbières, Villesèque-des-Corbières, Portel-des-Corbières, Sigean, Peyriac-de-Mer, Sigean (embouchure).
Soit en termes de canton, la Berre prend source dans le canton des Corbières, a son embouchure dans le canton des Corbières Méditerranée, le tout dans l'arrondissement de Narbonne.

### Bassin collecteur
La Berre traverse trois zones hydrographiques 'La Berre de sa source au Barrou inclus' (Y081, 'La Berre du Barrou à l'étang de Peyrac-de-Mer' (Y082), 'Côtiers du canal de la Robine inclus à l'Aude' (Y084), pour une superficie totale de 628 km2. Ce bassin versant est constitué à 49,57 % de « forêts et milieux semi-naturels », à 31,11 % de « territoires agricoles », à 9,24 % de « surfaces en eau », à 5,46 % de « zones humides », à 4,64 % de « territoires artificialisés ».

## Affluents
La Berre a vingt-six affluents contributeurs référencés.
- le ruisseau de Serre
- le ruisseau de Saint-Martin
- le ruisseau de la Frau, avec un affluent :
  - le ruisseau des Abellanies,
- le ruisseau des Vals, avec un affluent :
  - le ruisseau des Quiés,
- le ruisseau de la Mayré, avec un affluent :
  - le ruisseau du Prat avec un affluent :
    - le ruisseau de la Pinède,
- le ruisseau de la Rivière,
- le rec de l'Echart,
- le ruisseau des Courtals, 7 km sur la seule commune de Villeneuve-les-Corbieres avec six affluents et de rang de Strahler quatre.
- le ruisseau des Colombes,
- le ruisseau de la Cresse,
- le ruisseau du Bosc,
- le ruisseau de la Pinède, avec un affluent :
  - le ruisseau de Guéguinte,
- le Barrou, 16,2 km sur quatre communes avec huit affluents et de rang de Strahler trois.
- le Salé,
- le ruisseau de Sajobert, avec un affluent :
  - le ruisseau de Cabanut,
- le ruisseau de la Font, avec deux affluents et de rang de Strahler trois.
- le ruisseau de Saint-Pierre, avec un affluent :
  - le ruisseau de la Taillade,
- le ruisseau de Fitou,
- ruisseau de Ripaud, avec un affluent :
  - le ruisseau du Cassié avec un affluent :
    - le ruisseau des Barras avec un affluent :
      - le ruisseau de Papaubios,
- le ruisseau de Linas,
- le ruisseau du Génibret,
- le ruisseau de Taura, avec un affluent :
  - le ruisseau des Olivâtres,
- le ruisseau de Genentière, avec deux affluents :
  - le ruisseau de la Vidale,
  - le ruisseau de Combe Longue,
- le ruisseau de Gaspartes, avace un affluent :
  - le ruisseau du Ginestas, avec un affluent :
    - le ruisseau du fenouil,
- le Canal de la Robine, 32,5 km sur cinq communes avec quatre affluents dont l'Aude et la canal du Tauran

Son rang de Strahler est donc de cinq.

## Hydrologie

### La Berre à Villesèque-des-Corbières
La Berre a été observée depuis 1970 à la station Y0824010 - La Berre à Villesèque-des-Corbières [Ripaud] pour un bassin versant de 166 km2, à 56 m d'altitude.
Le module ou moyenne annuelle de son débit est de 0,996 m3/s.

### Étiage ou basses eaux
À l'étiage, c'est-à-dire aux basses eaux, le VCN3, ou débit minimal du cours d'eau enregistré pendant trois jours consécutifs sur un mois, en cas de quinquennale sèche s'établit à 0,013 m3/s, ce qui est faible.

### Crues
Sur cette période d'observation, le débit journalier maximal a été observé le 13 novembre 1999 pour 206,0 m3/s. Le débit instantané maximal a été observé le 12 novembre 1999 avec 748,0 m3/s et la hauteur maximale instantanée de 771 cm le 30 novembre 2014 soit 7,71 m.
Le QIX 2 est de 130 m3/s, Le QIX 5 est de 230 m3/s, le QIX 10 est de 290 m3/s, le QIX 20 est de 340 m3/s et le QIX 50 est de 420 m3/s.
L'entretien du cours d'eau et la lutte contre les crues ont fait l'objet, ces dernières années, d'un débat.

### Lame d'eau et débit spécifique
La lame d'eau écoulée dans cette partie du bassin versant de la rivière est de 190 millimètres annuellement, ce qui est au deux tiers de la moyenne en France, à 300 mm/an. Le débit spécifique (Qsp) atteint 6,0 litres par seconde et par kilomètre carré de bassin.